# Kellogg (Minnesota)
Kellogg è un comune degli Stati Uniti d'America, situato nello Stato del Minnesota, nella Contea di Wabasha.